# Hubertus Dinart
Hubertus Dinart (ca. 1300) was een kruisheer uit het kruisherenklooster te Hoei (Clairlieu). Hij leefde omstreeks 1300 en is slechts bekend als auteur van een paar hagiografische producties.
De auteur maakt in zijn hagiografieën handig gebruik van de compositorische methode: het ontlenen van excerpten uit andere heiligenverhalen, vroegchristelijke of klassieke werken, meestal om een hagiografische associatie met de gebiografeerde heilige te bewerkstelligen. Hij ontleent ook veelvuldig uit de werken van Vergilius, waarvoor hij grote bewondering leek te koesteren.

## Hagiografieën
- Translatio sanctae Odiliae = BHL 6279. Tekstuitgave in Analecta Bollandiana 3, 20-28.

In deze hagiografie verhaalt hij over de overbrenging van de reliek van de heilige Odilia van Keulen naar Hoei in 1287. Hij vermeldt tevens de aanvang van de bouw van de nieuwe kapittelkerk te Hoei, waardoor de redactie zou te situeren zijn voor 1322.
- Vita ampliata sanctae Gudilae = Narrative Sources, H052. BHL 3684. Tekstuitgaven in: Acta Sanctorum Januarii I, 'De S. Gudila Virgine', 513-524; Ghesquières en Smetius, Acta Sanctorum Belgii Selecta V, 689-716. Gedeeltelijk ook in Monumenta Germaniae Historica, Scriptores XV-2, 1200-1203.

In de begeleidende brief bij de hem toegeschreven herwerking en vermeerdering van het 11e-eeuwse heiligenverhaal van Sinte Goedele verlatiniseert hij zijn naam tot Hubertus Servus. Dit werk werd waarschijnlijk geschreven tussen 1278-1308 in opdracht van de abdij van Affligem. Hubertus richt zijn dekbrief bij de vita aan een zekere Albertus, die vereenzelvigd kan worden met de toenmalige prior van de abdij. De vita wordt ook uitsluitend overgeleverd via een handschrift met herkomst uit de abdij van Affligem: Brussel, Koninklijke Bibliotheek, mss 1770-1777, fol. 76r-91v.